# Barnim II di Pomerania
Barnim II di Pomerania (c. 1277 – 28 maggio 1295) fu duca di Pomerania dal 1278 fino alla morte.

## Biografia
Figlio del duca Barnim I e della sua terza moglie, Mechtild (Matilda) di Brandeburgo, il padre di Barnim morì nel 1278 quando era ancora un bambino. Era co-sovrano titolare con il fratello minore Otto I (Ottone) e il suo fratellastro molto più anziano Boghislao IV (Bogislaw / Bogusław), nelle cui mani risiedeva il potere effettivo. Protetto da sua madre, Barnim non ebbe alcun potere reale fino al 1294, quando lui e Otto acquisirono una parte nel governo della Pomerania.
La narrazione del suo omicidio nell'Ueckermünder Heide da parte di un marito tradito si è rivelata frutto di fantasia; forse il nucleo della storia si basa sull'effettiva morte violenta di Barnim.
Barnim II non lasciò figli. Dopo la sua morte, Boghislao IV e Ottone I si divisero la Pomerania.